# جنة الشياطين (فلم)
جنة الشياطين فيلم روائي مصري طويل، الذي قام بكتابة قصة وسيناريو والحوار هو مصطفى ذكرى. أخرجه أسامة فوزي وأنتج سنة 2000.

## بطولة
- عمرو واكد
- سرى النجار
- محمود حميدة
- لبلبة

## وصلات خارجية
- مقالات تستعمل روابط فنية بلا صلة مع ويكي بيانات